# ファイティングポーズ

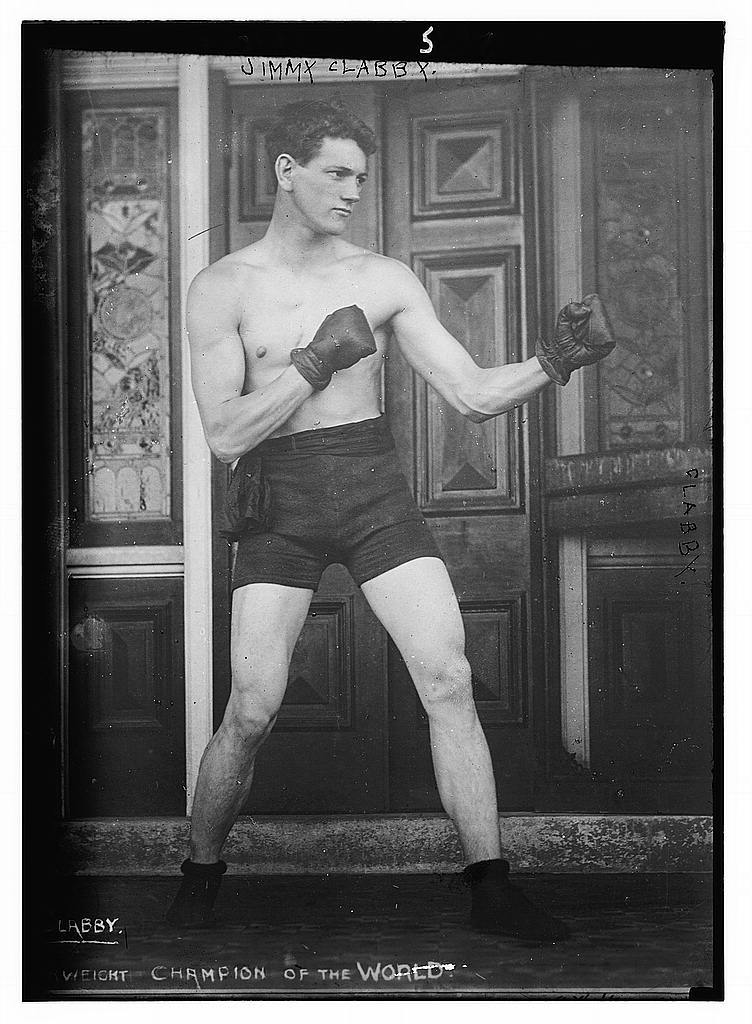
ファイティングポーズを執る1910年代のプロボクサー

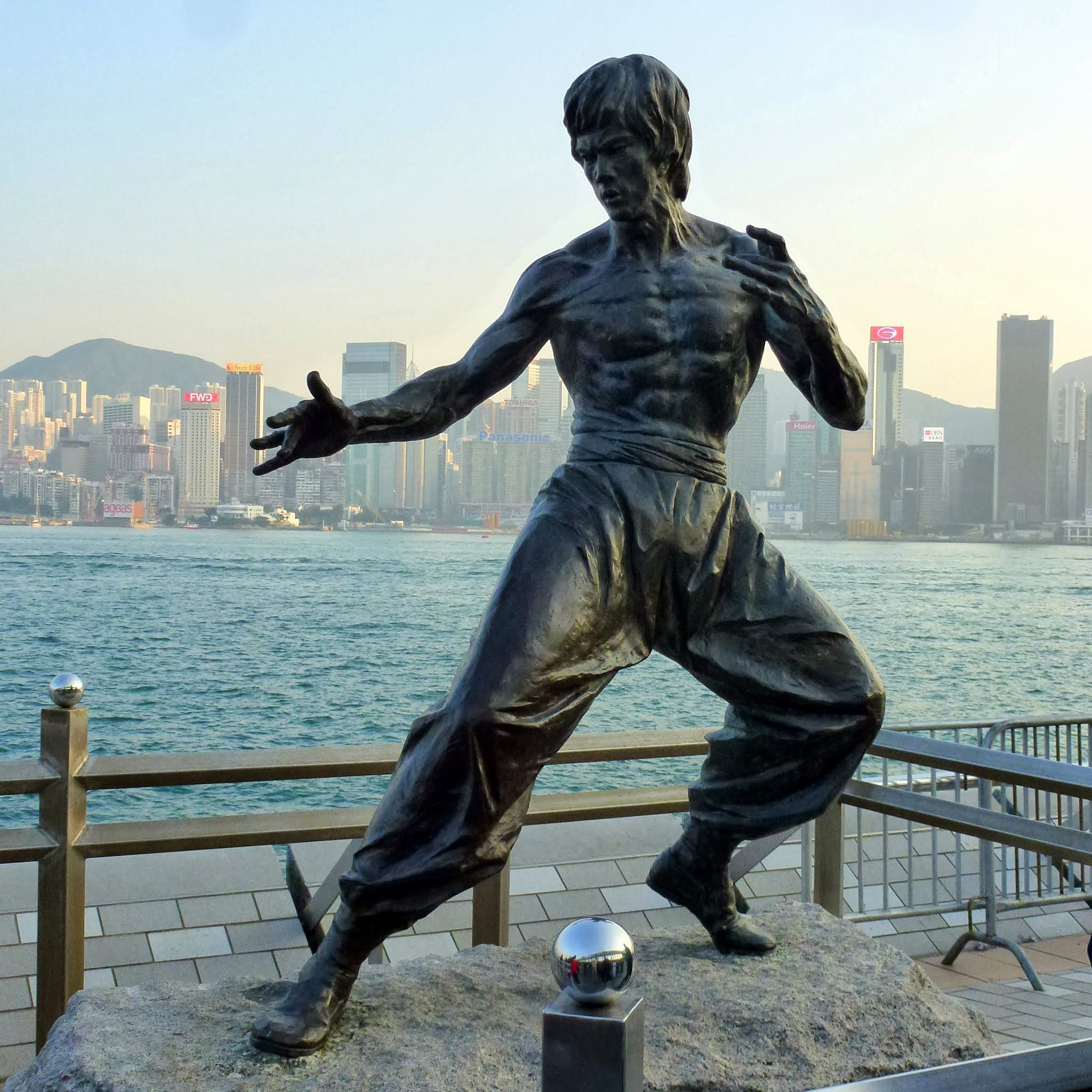
ブルース・リーの銅像／香港、星光大道。

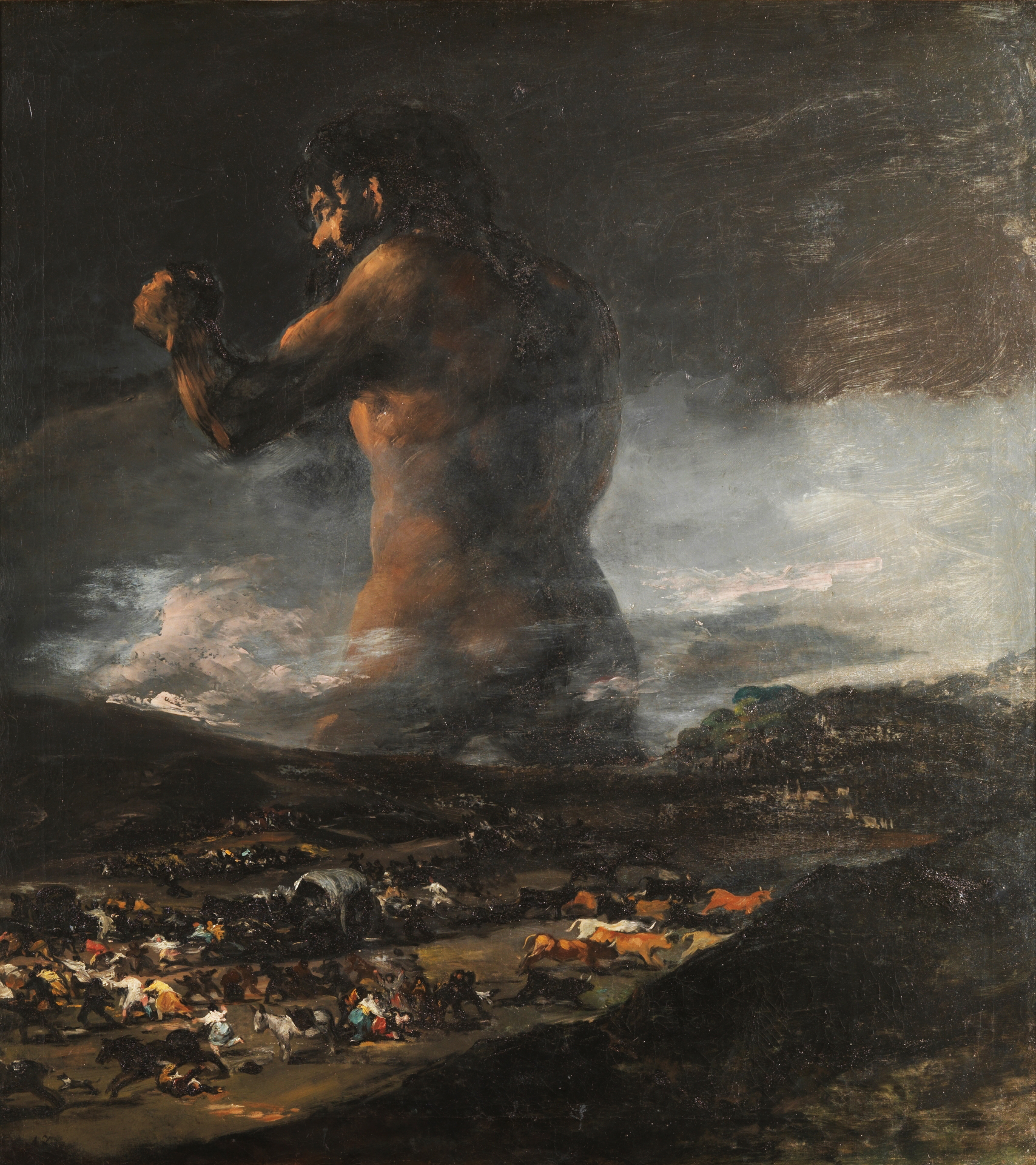
ファイティングポーズを執って何者かと格闘している ─とも解釈されている─ 巨人。避難が間に合わなかったのか、人々も家畜も散り散りになって逃げ惑うばかり。この巨人は具象化された戦争であるともいわれている。
フランシスコ・デ・ゴヤの助手アセンシオ・フリアの作とされる『巨人』／スペイン人画家の手になる1818-1825年頃の油彩画。神話画。ロマン主義。プラド美術館所蔵。

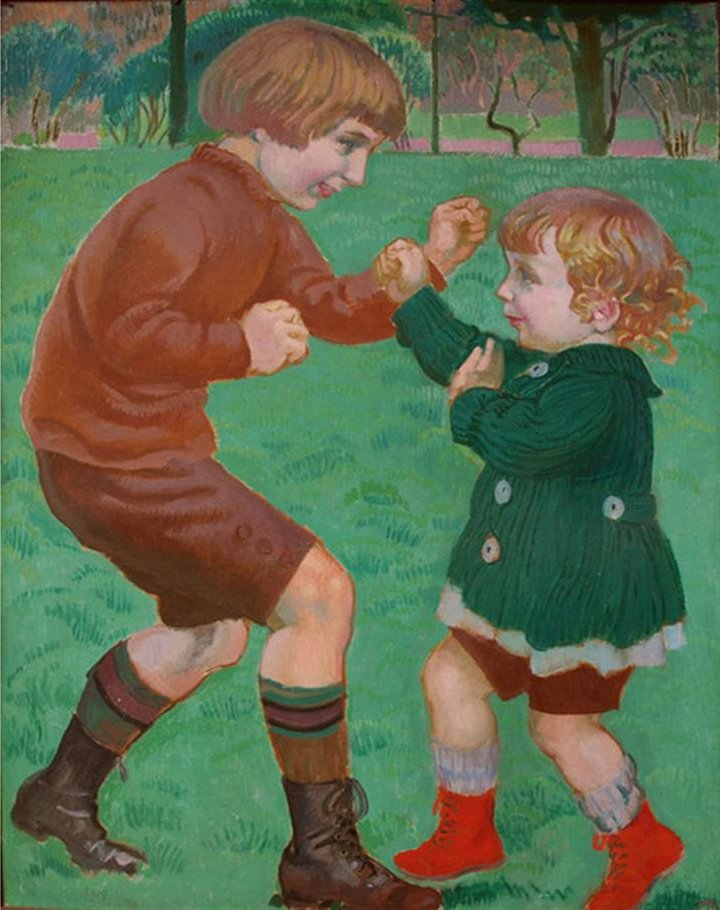
ファイティングポーズを執ってボクシングの真似事をする子供達。
モーリス・ドニ『ボクシング』／フランス人画家の手になる1918年の油彩画。ナビ派。個人蔵。

ファイティングポーズ（英: fighting pose ）は、格闘技（武術を含む）・武道・プロレスなどといった肉体を直接的に使った格闘の技能で行う対戦や演武において、闘うための姿勢・構えをいい、また、戦う意志を示す構えをもいう。
日本語では「ファイティングポーズをとる/執る」などと使う。

## 闘う姿勢
もっぱら拳を使った格闘技であるボクシングや、蹴り技などを使いながらも主な攻撃を拳から繰り出すボクシング系統の格闘技では、拳を顎の近くで構え、脇を締め、目線を前に向ける姿勢を執れば、それが「オーソドックススタイル」と呼ばれるファイティングポーズである。右利きと左利き（サウスポー）とでは基本の構えが異なり、右利きは右拳を左拳よりやや上に、左利きでは左拳を右拳よりやや上に突き出す。また、ボクサーは撮影用やファンサービスの一環でファイティングポーズを執ってみせることが多い。
ボクシング系統以外の殴り攻撃のある格闘技、例えば空手にもファイティングポーズがあるが、様々な型があり、多くはボクシング系のオーソドックススタイルのように顎をがっちりとガードするのではなく、上半身全般への攻撃に備える体勢を執る。
また、殴り攻撃の無い柔道では、相手を組み止める準備段階として襟もしくは袖を取りに行く体勢か、両腕を斜め上方に突き出すポーズが、ファイティングポーズに当たる。
同じく殴り攻撃の無いアマチュアレスリングでは、テイクダウン（タックル）を狙う準備段階として前傾姿勢を執る。これが試合におけるファイティングポーズがあるが、それとは別に、撮影用やファンサービスとして執る決めポーズは試合でやることの無いボクサー仕様のファイティングポーズであることが何故か多い。
なお、相撲は格闘技である前に神事であることから、取組（割）でファイティングポーズを執ることは固く禁じられている。ただ、決まり手や禁じ手を観客に面白おかしく紹介する見世物である初切では、力士がやってはいけない行為の一例としてボクサーやプロレスラーばりの派手なファイティングポーズを執って観客を沸かせるのが昭和後期以来の定番ネタとなっている。

## 戦意の表明
戦う意志を示す構えとしてのファイティングポーズは、ボクシングのように直接的に打撃する形で拳を使う格闘技においては極めて重要で、ノックダウンから立ち上がった選手が「試合続行の意思がまだある」ことをレフェリーに示すという、試合の進行に欠かせない役割がある。レフェリーは選手にこれを求め、この要求に十分な形で応えられない選手は試合続行不可能と判断されて敗北が決まる。ボクシング系のファイティングポーズは様々なスタイルがあるが、ここで選手に求められるポーズは基本的なものであり、要求された選手は自然な動きでピーカブースタイルに見える通常以上に顔周りの守りを固めたポーズを執るのが通例である。

## 各競技における一例

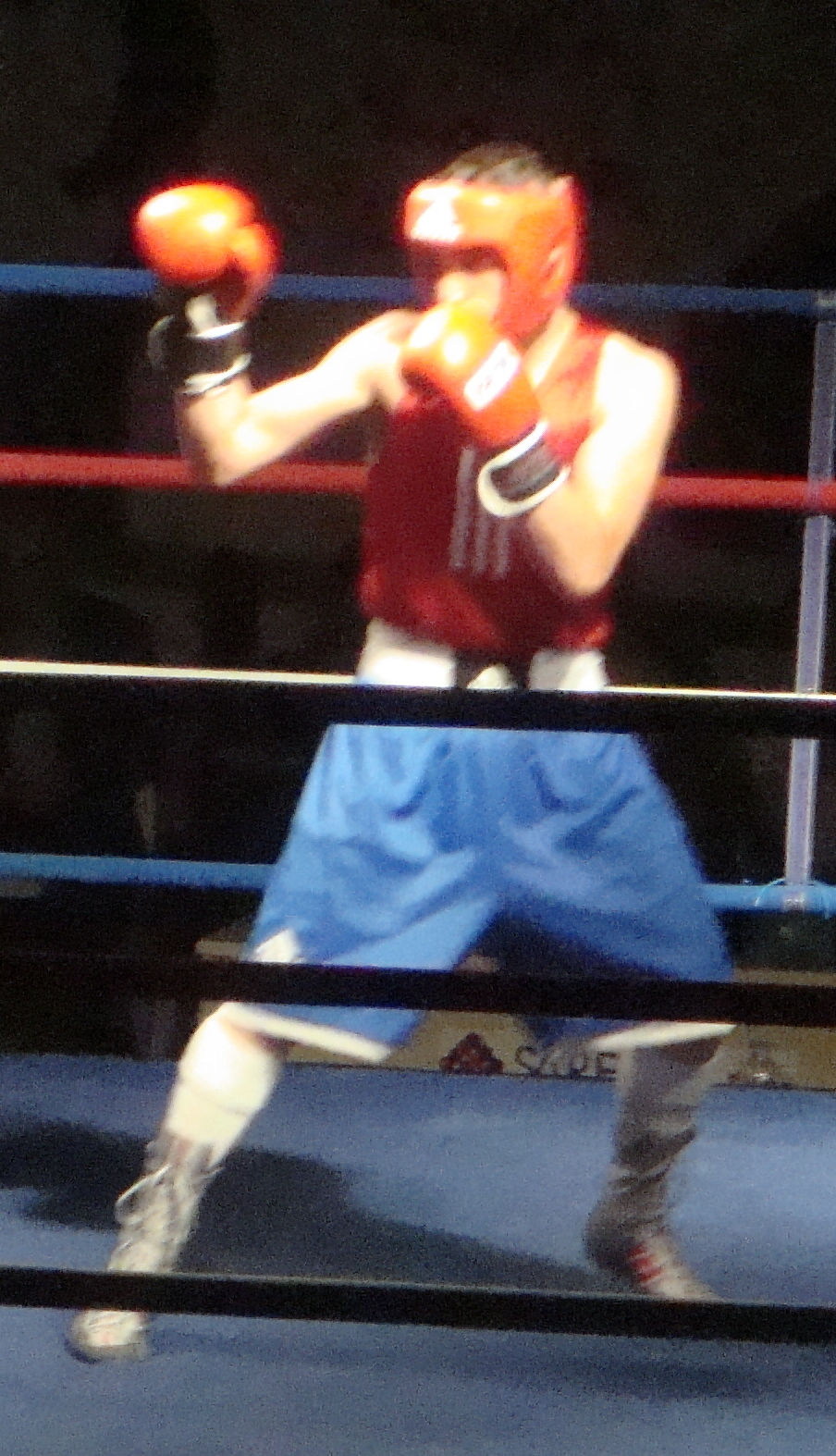
ボクシング
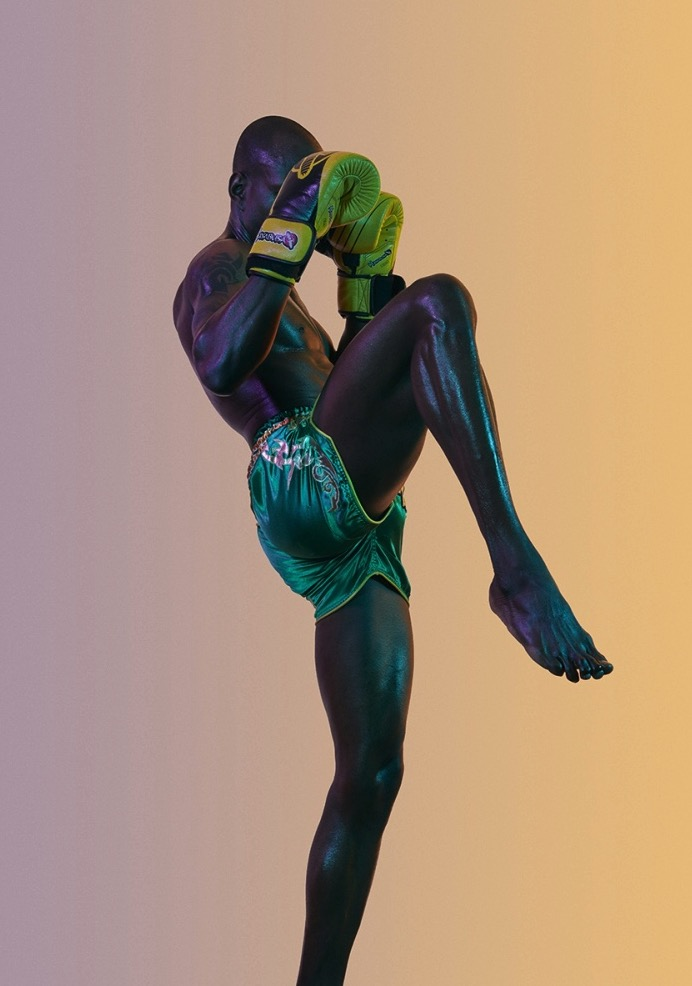
ムエタイ
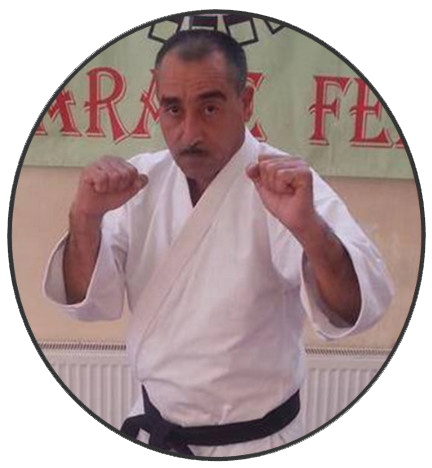
空手
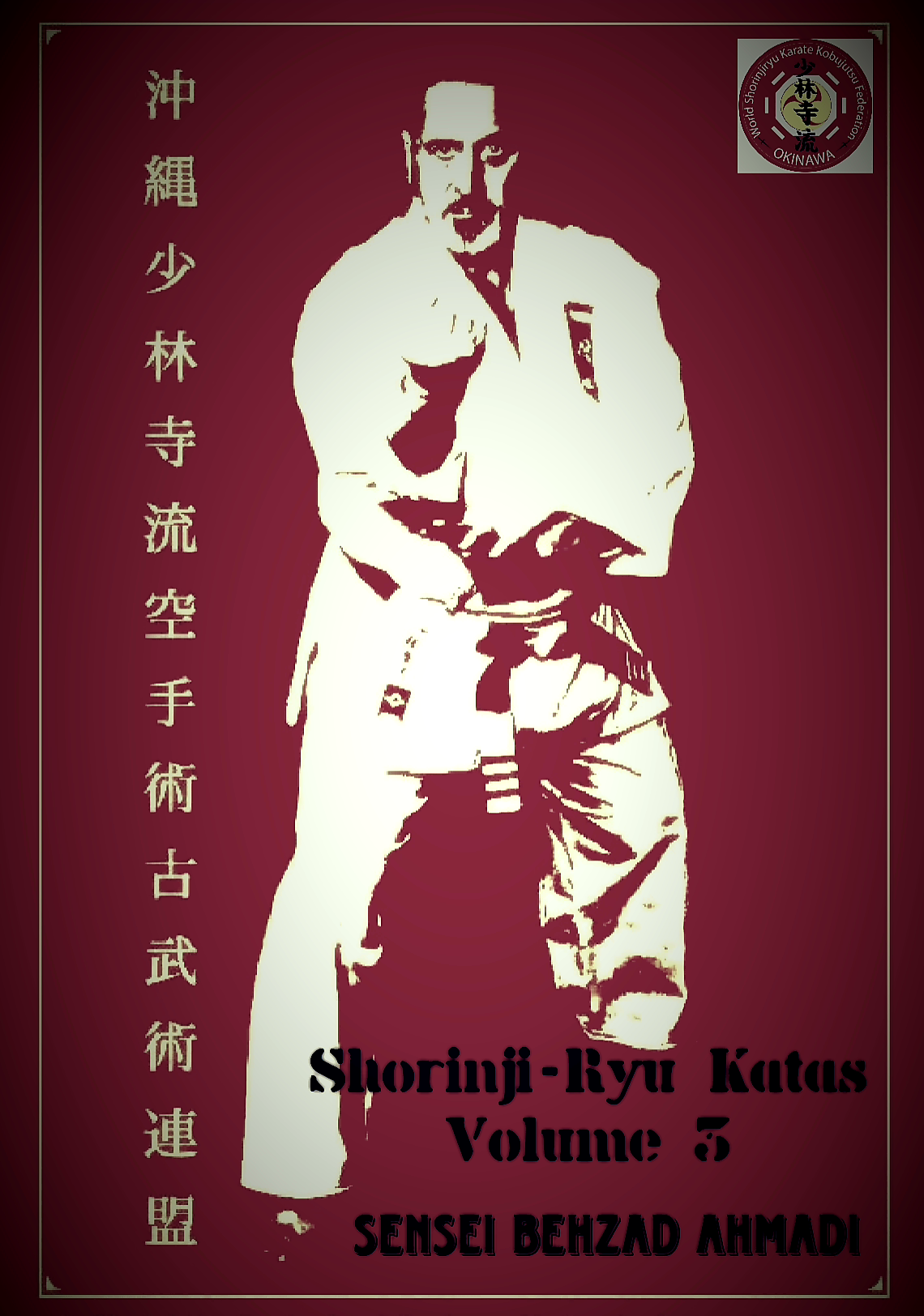
少林寺拳法

## ファイティングポーズとフィクション
初代ウルトラマン（1966年〈昭和41年〉初出）は、長身を折り畳むように前かがみになったファイティングポーズが印象的で、それがこの変身ヒーローを象徴するフォルムの一つであった。
カンフーアクション映画で一世を風靡した俳優ブルース・リー（1966年デビュー）がブレイクしたのは1971年のこと。格好いいファイティングスタイルで観客を魅了し、格闘技に興味を示さなかった人々にまでその魅力を広くアピールしたが、様々なファイティングポーズは取って置きの決め所であった。